# Jacek Trawiński
Jacek Leopold Trawiński (ur. 19 sierpnia 1900, zm. 13 sierpnia 1971) – polski dyplomata, chargé d’affaires w Japonii (1936–1937).

## Życiorys
Jacek Trawiński był uczniem I Gimnazjum w Częstochowie, następnie ukończył studia w Wyższej Szkole Handlowej w Warszawie. Działacz korporacji akademickiej Audacja – wiceprezes semestru letniego 1925/26.
Zawodowo związany ze służbą zagraniczną. Od 1 października 1928 do 31 marca 1931 pracował w Konsulacie Generalnym RP w Londynie. Od 1 kwietnia 1931 był zatrudniony w Ministerstwie Spraw Zagranicznych, kolejno w Departamencie Polityczno-Ekonomicznym, Departamencie Konsularnym i jako radca przy Radcy Ekonomicznym MSZ, był przydzielony do sekretariatu Ministra, w 1931 był sekretarzem wiceministra Józefa Becka. Od 1933 attaché poselstwa i kierownik Wydziału Konsularnego Poselstwa w Tokio, później I sekretarz poselstwa. Od 1936 do 1937 kierował placówką jako chargé d’affaires ad interim. Po powrocie do Polski na stanowisku radcy w Wydziale Wschodnim MSZ, w referacie sowieckim. We wrześniu 1939 ewakuował się z MSZ do Białokrynicy, 14 września 1939 przebywał w Wiśniowcu, następnie powrócił do Warszawy. Okres okupacji niemieckiej spędził w Polsce. Po zakończeniu II wojny światowej odrzucono jego starania o powrót do MSZ. Pracował w Krajowej Radzie Prywatnego Handlu i Usług.
W 1931 wziął ślub z Martą Dzirkalis, pracowniczką poselstwa łotewskiego w Warszawie. Mieli dwie córki.
Przed II wojną światową został odznaczony Srebrnym Krzyżem Zasługi.
Pochowany na Cmentarzu Powązkowskim w Warszawie.